# Alexis Denisof
Alexis Denisof (Salisbury, Maryland, 25 de fevereiro de 1966) é um ator estado-unidense descendente de russos. Mais conhecido por interpretar  Wesley Wyndam-Pryce nas séries de televisão Buffy the Vampire Slayer e sua spin-off Angel.
Apesar de Denisof nascer americano, ele morou e trabalhou na Inglaterra por muitos anos, dedicando-se principalmente a trabalhos shakespearianos.
É casado com  Alyson Hannigan, a Willow Rosenberg de Buffy. Vivem atualmente em Los Angeles, apesar de ter uma outra casa na Inglaterra onde passam algumas temporadas.
Os primeiros trabalhos logo após o término de Angel foram a voz do Mestre dos Espelhos no quinto episódio da quinta temporada do desenho animado Liga da Justiça Sem Limites e participações em 3 episódios da primeira e alguns outros na sétima temporada da série How I Met Your Mother, estrelada por Alyson.
Ele também participou da série televisiva Grimm, como o vilão Viktor, um membro da Família Real.